# Embden (Dakota du Nord)
Pour les articles homonymes, voir Embden.
Embden est une census-designated place située dans le comté de Cass, dans l’État du Dakota du Nord, aux États-Unis. Sa population s’élevait à 59 habitants lors du recensement de 2010.

## Histoire
Embden a disposé d’un bureau de poste de 1883 à 1969. La localité a été nommée d’après Embden, dans le Maine, d’où était originaire un des premiers habitants.

## Démographie
| Groupe            | Embden | Dakota du Nord | États-Unis |
| ----------------- | ------ | -------------- | ---------- |
| Blancs            | 100    | 90,0           | 72,4       |
| Autres            | 0      | 10             | 27,6       |
| Total             | 100    | 100            | 100        |
|                   |        |                |            |
| Latino-Américains | 0      | 2,0            | 16,7       |

Selon l'American Community Survey, pour la période 2011-2015, 100 % de la population âgée de plus de 5 ans déclare parler l'anglais à la maison.
Le revenu par habitant était en moyenne de 27 025 dollars par an entre 2012 et 2016, inférieur à la moyenne du Dakota du Nord (33 107 dollars), et à la moyenne nationale (29 829 dollars). Toutefois, sur cette même période, aucun des habitants d'Embden ne vivait sous le seuil de pauvreté (contre 11,2 % dans l'État et 12,7 % à l'échelle des États-Unis).
| 2000 | 2010 | - | - | - | - |
| ---- | ---- | - | - | - | - |
| 65   | 59   | - | - | - | - |

## Source
- (en) Cet article est partiellement ou en totalité issu de l’article de Wikipédia en anglais intitulé « Embden, North Dakota » (voir la liste des auteurs).

1. ↑  (en) Tim Hoheisel et Andrew R. Nielsen, Cass County, Arcadia Publishing, 2007, 127 p. (ISBN 978-0-7385-4145-7, lire en ligne).
2. ↑  (en) « Population of North Dakota - Census 2010 and 2000 », sur censusviewer.com.
3. ↑  (en) « Embden, ND Population - Census 2010 and 2000 », sur censusviewer.com.
4. ↑  (en) « Language spoken at home by ability to speak English for the population 5 years and over », sur factfinder.census.gov.
5. ↑  (en) « Selected economic characteristics », sur factfinder.census.gov.
6. ↑  (en) « Statistiques des États-Unis - Dakota du nord - Profils des comtés de 2010 » (consulté en juin 2021)